# A-märkning
A-märkt är ett initiativ av biograferna Bio Rio (Stockholm), Roy (Göteborg), Spegeln (Malmö) samt Röda Kvarn (Helsingborg) som lanserades i samarbete med Rättviseförmedlingen och Women in Film and Television i oktober 2013  med biografföreståndaren Ellen Tejle som kampanjens talesperson. A-märkt är en typ av konsumentupplysning.
A-märkningen ges till filmer som klarar Bechdeltestet. Det innebär att filmen porträtterar två kvinnor som namnges, samt att kvinnorna talar om någonting utöver män. Bokstaven A i märkningen står för engelskans approved, vilket kan översättas till godkänd på svenska. Internationellt kallas A-märkt för A-rate 
Märkningen kan nyttjas av biografer, festivaler, tidningar samt filmtjänster. Biograferna kommer att visa märkningen på sina respektive hemsidor, på affischer, i programkataloger samt genom den vinjett som visas innan filmen. Enligt upphovspersonerna till märkningen syftar den till att främja kvinnor i film samt göra dem synligare.
I dokumentärfilmen om jämställdhet i filmbranschen, This Changes Everything, av Tom Donahue och med bland andra Geena Davis, Cate Blanchett och Natalie Portman som hade premiär 2018 medverkar kampanjen A-märkt via initiativtagaren Ellen Tejle.